# Chomāchār
Chomāchār (persiska: چماچار) är en ort i Iran.   Den ligger i provinsen Gilan, i den nordvästra delen av landet, 280 km nordväst om huvudstaden Teheran. Chomāchār ligger 6 meter över havet och antalet invånare är 455.
Terrängen runt Chomāchār är platt österut, men västerut är den kuperad. Terrängen runt Chomāchār sluttar österut.Runt Chomāchār är det tätbefolkat, med 493 invånare per kvadratkilometer. Närmaste större samhälle är Ziabar, 6,4 km öster om Chomāchār. Trakten runt Chomāchār består till största delen av jordbruksmark.